# DAIGO
（1978年4月8日—），日本樂團BREAKERZ主唱、演員、主持人。原名內藤大湖（日语：／ Daigo Naitō），亦是第74代內閣總理大臣竹下登之外孫，出生於東京都。妻子為日本演員北川景子。

## 簡歷
1978年生於東京都。3歲到小學3年級的夏天為止在千葉縣市川市長大，外公就任總理大臣時跟著再次搬回東京都。中學3年級時、聽到哥哥持有的BOØWY的CD以後開始對音樂感到興趣。跟朋友一起去唱歌時，是唱的最好的，於是開始朝著成為主唱的目標邁進。除此之外也深受為現在所屬的唱片公司——Being的前輩B'z的影響。在正式出道前在SIAM SHADE的後輩樂團JZEIL裡擔任主唱。在各式各樣的視覺系樂團活動中，金髮、艷麗的化妝及性感的裝束便是他當時的標記。當時亦曾與前Due'le quartz的雅（現為雅-miyavi-）及前DAS:VASSER的響兵等等音樂人在音樂上有過交流。在此以後，亦繼續地下音樂活動，於偶然間音樂影像有幸被冰室京介看到，後來冰室京介便向DAIGO提出為DAIGO製作出道歌曲《MARIA》。在2003年7月21日，當時25歳的DAIGO便以「DAIGO☆STARDUST」的名義正式出道。
2013年4月，BREAKERZ成員單飛活動開始。7月12日以DAIGO☆STARDUST的名義舉辦睽違10年的復活演唱會。原本預定只是一夜限定的復活演唱會，但因為反應非常熱烈，所以在7月26日於涉谷公會堂舉辦追加公演，並在復活演唱會上宣布DAIGO☆STARDUST和DAIGO合體。以DAIGO的名義在2013年7月31日發行第一張單曲（Oricon排行榜首周第8名）。

## 人物
在玉川學園完成初中及高中課程後，入讀玉川大學的文學部，主修音樂，惟中途退學。在2003年以DAIGO☆STARDUST身份展開個人活動，及後加入了BREAKERZ便改名為DAIGO再次活躍於音樂界。代表招牌手勢「WISH」近年更在日本青少年間流行起來。
除作為音樂人之外，DAIGO近年亦活躍於戲劇圈，並於2009年1月連續劇《Love Shuffle》中擔任重要角色，亦參與《名偵探柯南 漆黑的追跡者》電影配音。
2011年，客串北川景子主演的連續劇《LADY》，飾演「國木田」一角，並因此而和北川相識，其後兩人成為夫婦。

## 家族・親族
- 外祖父是已故第七十四屆日本首相竹下登。
- 父親是內藤武宣，曾為毎日新聞政治部記者，後擔任竹下登的秘書而開始政治生涯。
- 母親是內藤まる子（娘家姓：竹下），是竹下登的二女。
- 有一位姊姊及一位哥哥，大七歲的姊姊是日本著名女性漫畫家影木榮貴，大五歲的哥哥為一般上班族。
- 叔公是日本眾議院議員竹下亘。(竹下亘是竹下登同父異母之弟)
- 2016年1月11日，DAIGO在個人部落格發表聲明，表示已和北川景子提交結婚申請。[5][6]2020年，宣布妻子懷孕，9月生下女兒。
- 2023年，透過經紀公司宣布妻子懷有第二胎。2024年1月順利生下男寶寶。

## 唱片

### DAIGO☆STARDUST
單曲
- MARIA（2003年7月21日）
- 永遠のスペースカウボーイ（2003年10月22日）
- ROCK THE PLANET（2004年4月21日）
- デイジー（2004年7月21日）
- SCAPEGOAT（2005年6月22日）
- SUPERJOY（2005年9月22日）
- 無限∞Rebirth（2013年7月31日）

專輯
- The space toy（2003年11月21日）
- HELLO CRAZY GENTLEMAN（2005年11月23日）
- DAIGO☆STARDUST BEST（2009年2月25日）

DVD
- SPACEY TV SHOW（2004年12月16日）
- DAIGO☆IMPACT（2007年4月29日）

### DAIGO
單曲
- いつも抱きしめて/無限∞REBIRTH（2013年7月31日）
- BUTTERFLY/いま逢いたくて…（2013年12月4日）
- CHANGE !!/心配症な彼女（2014年9月10日）

專輯
- DAIGOLD（2014年3月5日）

DVD
- DAIGO TV（2009年4月8日）
- BS富士「カンニングのDAI安☆吉日!」Presents DAI☆GO!GO! DVD（2013年9月20日）

## 出演

### 電視
正式
- カンニングのDAI安吉日!（BS富士）
- 馬の王子様（富士電視台，2010年10月7日- ）飾演SeasonⅡ王子出演
- 卡片鬥爭!! 先導者（東京電視台，2011年10月3日-2012年3月25日、2013年4月6日-12月28日）─主持人
- 新堂本兄弟（富士電視台，2011年6月12日 - 2014年9月28日）─主持人

### 過去的正式節目
- 検定ジャポン（富士電視台）
- 太田光の私が総理大臣になったら…秘書田中。（日本電視台）準正式
- 森田一義アワー 笑っていいとも!（富士電視台、2008年10月1日- 2011年3月30日） 星期三
- 笑っていいとも!増刊号（富士電視台、2008年10月5日- 2011年4月3日）
- 笑撃!ワンフレーズ（TBS）準正式
- お宝発信タワー DAI-NAMO（中部日本放送、2010年10月13日- 2011年9月21日）中京ローカル

### 電影
- 那年夏天與妳共舞（日语：君が踊る、夏）（2010年）飾演 石黑智也
- 奧特曼傳奇（2012年）飾演 大河望
- 劇場版Vanguard（日语：カードファイト!!_ヴァンガード_(2011年のアニメ)#劇場アニメ）（2014年9月13日） 飾演 DAIGO
- 愛上謊言的女人（日语：嘘を愛する女）（2018年1月20日）飾演 木村
- 偽戀（2018年12月21日）飾演 克勞德·林哈特
- 福爾圖娜之瞳（2019年2月15日）飾演 宇津井和幸
- 貴族降臨（2020年3月13日）飾演 Senior（安藤太郎）
- LOVE STAGE!!（2020年10月2日）飾演 瀬名聖湖
- 電影 假面騎士GOTCHARD The Future Daybreak（2024年7月26日）飾演 未來的寶太郎/假面騎士GOTCHARD DAYBREAK（跟 本島純政雙主演）

### 電視劇
- Stand UP!! 第8話（2003年8月22日、TBS）飾演 ミュージシャン（シン）
- 交換戀人（2009年1月16日 - 3月20日、TBS）飾演 大石諭吉
- LADY 第1話（2011年1月7日、TBS）飾演 國木田譲
- STAND UP! Vanguard（2012年5月3日、東京電視台）飾演 DAIGO
- 靈異彼岸花（2016年1月13日 - 3月16日、日本電視台）飾演 菊池謙人
- 營業部長 吉良奈津子（2016年7月21日 - 9月22日、富士電視台）飾演 一條達哉
- 黑色復仇（2017年10月5日 - 12月8日、讀賣電視台・日本電視台）飾演 城田純一
- 貴族降臨 -PRINCE OF LEGEND-（2019年11月28日 - 12月26日、日本電視台）飾演 Senior（安藤太郎）
- 七個秘書 第1話（2020年11月5日、TELASA）飾演 與田雄一
- INVISIBLE 第1話・第3話・第5話・第8話（2022年4月15日・29日・5月13日・6月3日、TBS）飾演 蘿絲
- 假面騎士GOTCHARD（2024年、朝日電視台）飾演 未來的寶太郎/假面騎士GOTCHARD DAYBREAK（聲）

### 配音
- 刺客聯盟（2008年） - 飾演 衛斯里·吉柏森
- 名偵探柯南 漆黑的追跡者（2009年） - 飾演 水谷浩介
- 卡片鬥爭!! 先導者（2012年） - 飾演 DAIGO
- LOVE STAGE!!（2014年）- 飾演 瀨名聖湖
- LOVE STAGE!! OVA（2014年）- 飾演 瀨名聖湖
- 魔物獵人物語 RIDE ON（2016年）- 飾演 シルバ
- D4DJ First Mix（2021年）- 飾演 三橋空
- 麵包超人：多洛林與妖怪嘉年華（2022年）- 飾演 まっくろ魔王
- 劇場版 森林家族 來自芙蕾雅的禮物（2023年）- 飾演 布魯斯[7]

### CM
- LOTTE 樂天冰「激爽」
- 日產汽車 「日産・オッティ|オッティ」 - 奧蒂先生之聲（與哀川翔共同，前・後交替的聲音担当。）
- ハドソン エクシング 「カラオケJOYSOUND Wii」 - 「おじいちゃんと孫篇」「女子高生篇」
- 江崎固力果　「牧場しぼり」(2009年)
- KIRIN 「淡麗ストレート」
- DARIYA 「men's Palty」
- LION 「CHARMY 泡のチカラ」
- ブシロード「卡片戰鬥先導者」
- アメーバピグ （2010年4月14日-5月13日）
- 太田胃散「太田胃散A<錠剤>」（2016年）[8]

### 海報
- 全国理容生活衛生同業組合連合会 「3A-tion」

### 廣播
- The Space Toy（AIR-G'、-2005年12月29日）

## 相關人物
- 竹下登
- 影木榮貴
- 德光和夫

## 外部連結
- DAIGO官方部落格（页面存档备份，存于）
- BREAKERZ OFFICIAL SITE（页面存档备份，存于）
- DAIGO的X（前Twitter）
- DAIGO的Instagram帳戶
- A-PLUS官方部落格（页面存档备份，存于）
- ビクターエンタテインメントによるアーティストページ（页面存档备份，存于） （DAIGO☆STARDUST時代）
- 女性のためのポータルサイト『DD』 （DVD「DAIGO TV」特集）